# Sarcodexiopsis salutaris
Sarcodexiopsis salutaris är en tvåvingeart som beskrevs av Carroll William Dodge 1965. Sarcodexiopsis salutaris ingår i släktet Sarcodexiopsis och familjen köttflugor.
Artens utbredningsområde är Bahamas. Inga underarter finns listade i Catalogue of Life.